# Bifrenaria stefanae
Bifrenaria stefanae là một loài lan.
 Tư liệu liên quan tới Bifrenaria stefanae tại Wikimedia Commons

## Hình ảnh

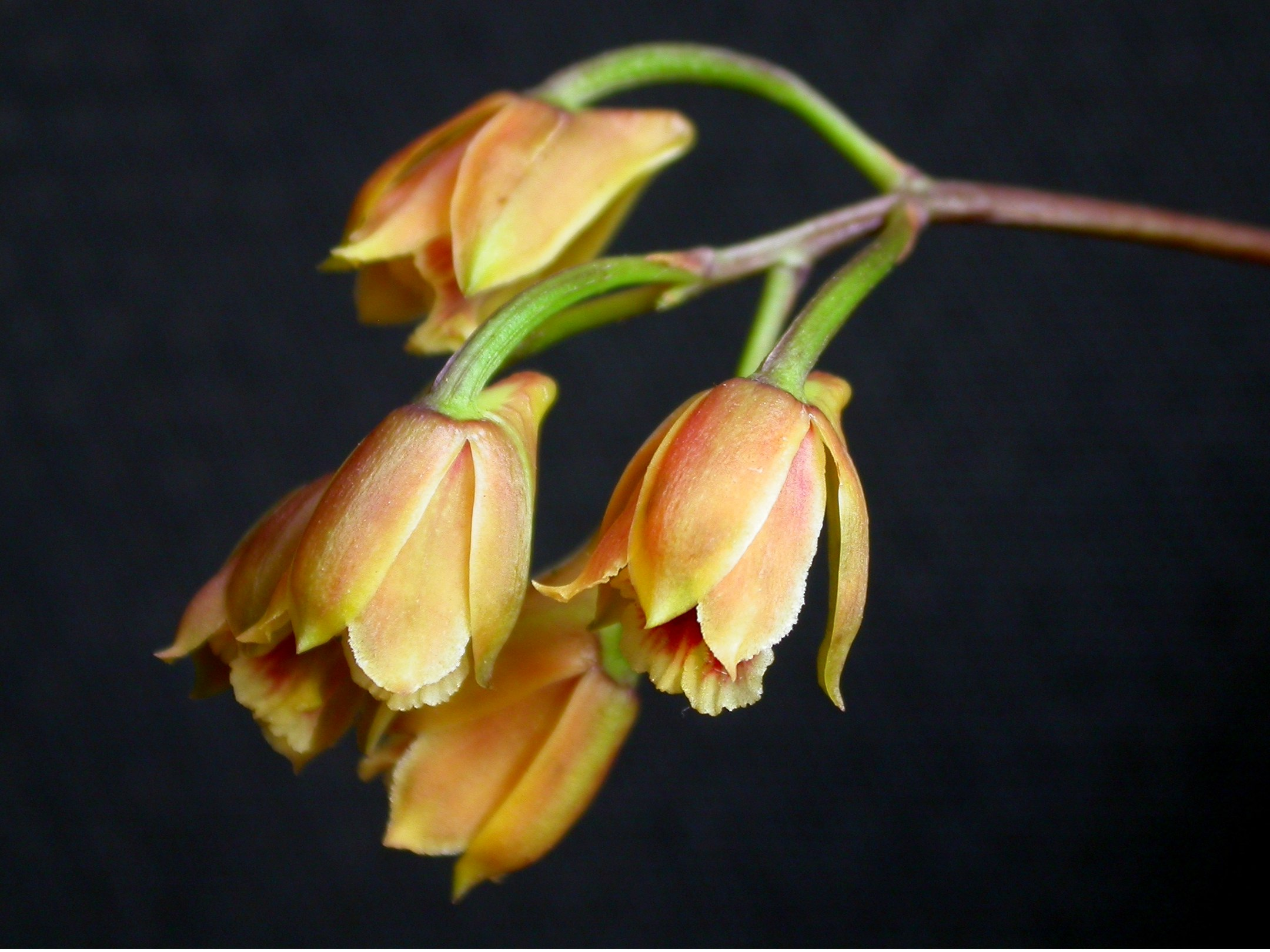
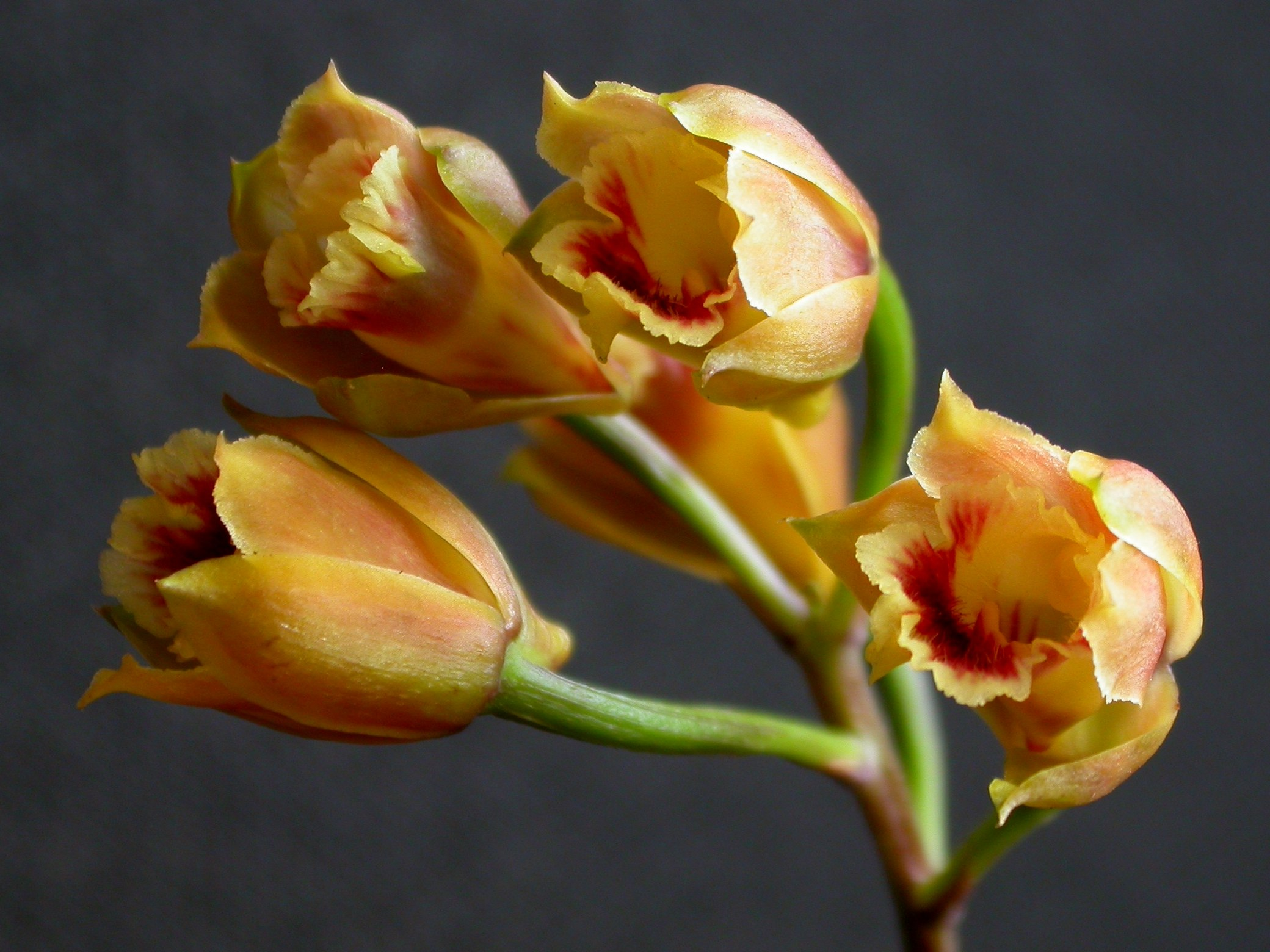